# Psicoanalisis culturalista
Los culturalistas son los psicoanalistas que destacan el papel de los factores culturales en la personalidad. El culturalismo, es un fenómeno bastante complejo, que hace de la cultura una encrucijada de intereses ideológicos, sociales, económicos y políticos, asociándola tanto a las actuales obsesiones etnicistas e identitarias, como a un relativismo que pretende interpretar y justiﬁcar todos los hechos sociales debido a las diferencias culturales.
El estudio de la cultura debe incluir la habilidad para aprender más sobre los individuos, culturas particulares, y mezclas de culturas, sin buscar falsas consistencias o coherencias.

## Representantes principales
Puede decirse que Harry Stack Sullivan fue uno de los iniciadores del psicoanálisis culturalista, en su trayecto llevó a cabo la inclusión de factores socioculturales, importantes para la comprensión de la corriente, y una interesante transformación del lenguaje psicoanalítico para dar una explicación de la determinación de la estructura del carácter individual, crear fundamentos epistemológicos más robustos para las observaciones clínicas que los que se lograban con la metapsicología tradicional, así como atender a un campo transaccional más vasto al incluir en su esquema de cierta orientación operacional, factores culturales y sociales provenientes del medio. Movimiento desde el que Karen Horney, Erich Fromm, Clara Thompson, Erik Erikson entre otros que enriquecieron el freudismo, al considerar ingredientes que daban más juego que los incluidos en el enfoque biologista entonces existente. Estos autores rechazaron la teoría freudiana de las pulsiones y pusieron en primer plano dos conceptos: la angustia y la agresividad.
La primera como consecuencia del conflicto del Yo con las exigencias culturales, la segunda como efecto de la frustración. Esta frustración produce un profundo resentimiento/recelo y una agresividad que debe ser reprimida y por lo mismo está en el origen de la angustia. Esta forma de entender la génesis del conflicto está totalmente alejada de los postulados freudianos y lacanianos y son los que han desvirtuado el concepto de frustración en el psicoanálisis, volviendo muy difícil su recuperación. La literatura psicoanalítica, al tratar de las diversas escuelas de Psicoanálisis, suele encuadrar a Fromm dentro de la corriente Culturalista con Karen Horney y Harry Stack Sullivan.
Esta tendencia culturalista subraya la importancia de los factores culturales en la génesis y formación del carácter y las neurosis. En este sentido Erich Fromm participa de dicho planteamiento. Fromm, centrado en el estudio del carácter social, logró trascender como uno de los iniciadores de la escuela culturalista psicoanalítica, cuya metodología ha buscado resolver la neurosis del hombre moderno. Esta tendencia culturalista habla sobre la importancia de los factores culturales en el origen y formación del carácter y las neurosis; en este sentido Fromm participó en dicho planteamiento. Erich Fromm prefirió llamar a su orientación psicoanalítica “Psicoanálisis Humanista”, y en efecto, el psicoanálisis frommiano se inserta en una amplia concepción del hombre, de carácter humanístico.

## Origen e historia
El psicoanálisis Culturalista sentó sus bases en los años 50 – 70’s, en países desarrollados. Se consolidó a expensas de la influencia que tenía la antigua Unión Soviética, izquierda universitaria y culta. Abarcó campos del saber tales como: filosofía, antropología, sociología, historia psicología, y psicoanálisis. Corriente de pensamiento que pone énfasis en los factores sociales y culturales, en el desarrollo de la personalidad y en la generación del conflicto. El psicoanálisis y el estudio de la cultura están entrelazados a niveles profundos, al tratar ambos sobre el significado. A un nivel macro la comprensión de una cultura hace alusión a los sistemas de comprensión compartidos, mientras que el psicoanálisis, a nivel micro, concierne a los sistemas de significado más idiosincrásicos, así como también la manera en que operan psíquicamente los sistemas de significado compartidos de forma inconsciente (ideologías y normas familiares y sociales). Por supuesto, la creación de significados basados en la cultura está siempre filtrada por la experiencia personal y la interpretación, a la par que la creación de significados idiosincrásicos esta siempre alimentada por los diversos aspectos que componen el telón de fondo cultural multifacético. Así pues, la cultura y la psique están siempre entrelazados, aun siendo conceptualmente distintos.